# Sergio Bambarén
Sergio Bambarén Roggero (Lima, 1 de diciembre de 1960) es un escritor de superventas, ingeniero y ambientalista peruano. Su primera novela, El Delfín, la historia de un soñador (1996), ha tenido múltiples ediciones y ha sido traducida a más de 40 idiomas. Ha publicado posteriormente otras novelas, que han tenido también gran acogida del público. En total ha vendido más de veinte millones de ejemplares de sus obras.

## Biografía
Sergio Bambarén Roggero nació en Lima, Perú. Estudió y se graduó como ingeniero químico en la Universidad de Texas A&M. Luego, emigró a Sídney, Australia, donde trabajó como director ejecutivo de una corporación multinacional.
Aficionado al surf, en sus vacaciones solía viajar por el mundo. En una ocasión fue a Portugal donde, inspirado en una experiencia que tuvo en el mar con un delfín, escribió su primera novela, a la que puso el título de El Delfín, historia de un soñador.
A su regreso a Australia, dos de sus amigos, sin que él lo supiera, enviaron el original de su obra a la editorial Random House, que aceptó publicarla, con la condición de cambiar el texto para hacerlo más interesante al público. Sergio no aceptó y decidió publicarla por su cuenta. La novela se convirtió en un éxito editorial; en solo un mes ya había vendido más de cien mil ejemplares (1996). Llegó incluso a ser traducida a más de 40 idiomas.
Desde entonces, Bambarén ha escrito veinticinco novelas y vendido más de veinte millones de ejemplares. Aparte de El Delfín, otras novelas que han recibido gran acogida del público son: La playa de mis sueños, Desde las estrellas y El guardián de la luz.
Tras el éxito de su novela El Delfín, aceptó la propuesta de adaptarla al cine, en formato de película de animación por computadora, en una coproducción peruana-italiana-alemana. La película fue dirigida por Eduardo Schuldt y Alfredo Álvarez, quienes crearon la empresa Dolphin Films (la segunda de dicho rubro creada en Perú). Contó con un presupuesto de dos millones de dólares, suma inédita para el mercado peruano, así como el respaldo internacional de Twenty Century Fox, la Passworld Italy y la DDG Germany. Se estrenó en 2009, recibiendo buenas críticas.
Bambarén es también un defensor del medio ambiente. Es miembro de la Asociación Ecológica Mundo Azul. A través de charlas y conferencias que dicta por el mundo, se halla dedicado a incentivar la conciencia ambiental y la protección del medio marino.
Actualmente reside mayormente en las islas Canarias, aunque también pasa algunas temporadas en su ciudad natal, Lima.

## Publicaciones
Ha publicado:
- El Delfín, la historia de un soñador
- La playa de los sueños (1998)
- Vela blanca (1999)
- Iris (2000)
- Samanta (2000)
- El guardián de la luz (2001)
- Pensamientos a la orilla del mar (2001)
- Desde las estrellas (2003)
- Ángeles del océano (2003)
- La historia de la mula y la estrella de mar (2004)
- La música del silencio (2007)